# Adam Levine
Adam Noah Levine (Los Ángeles, California; 18 de marzo de 1979) es un cantante, compositor y actor estadounidense, conocido por ser el líder de la banda Maroon 5. También fue jurado en el programa de televisión The Voice durante 16 temporadas.  

## Biografía y trayectoria

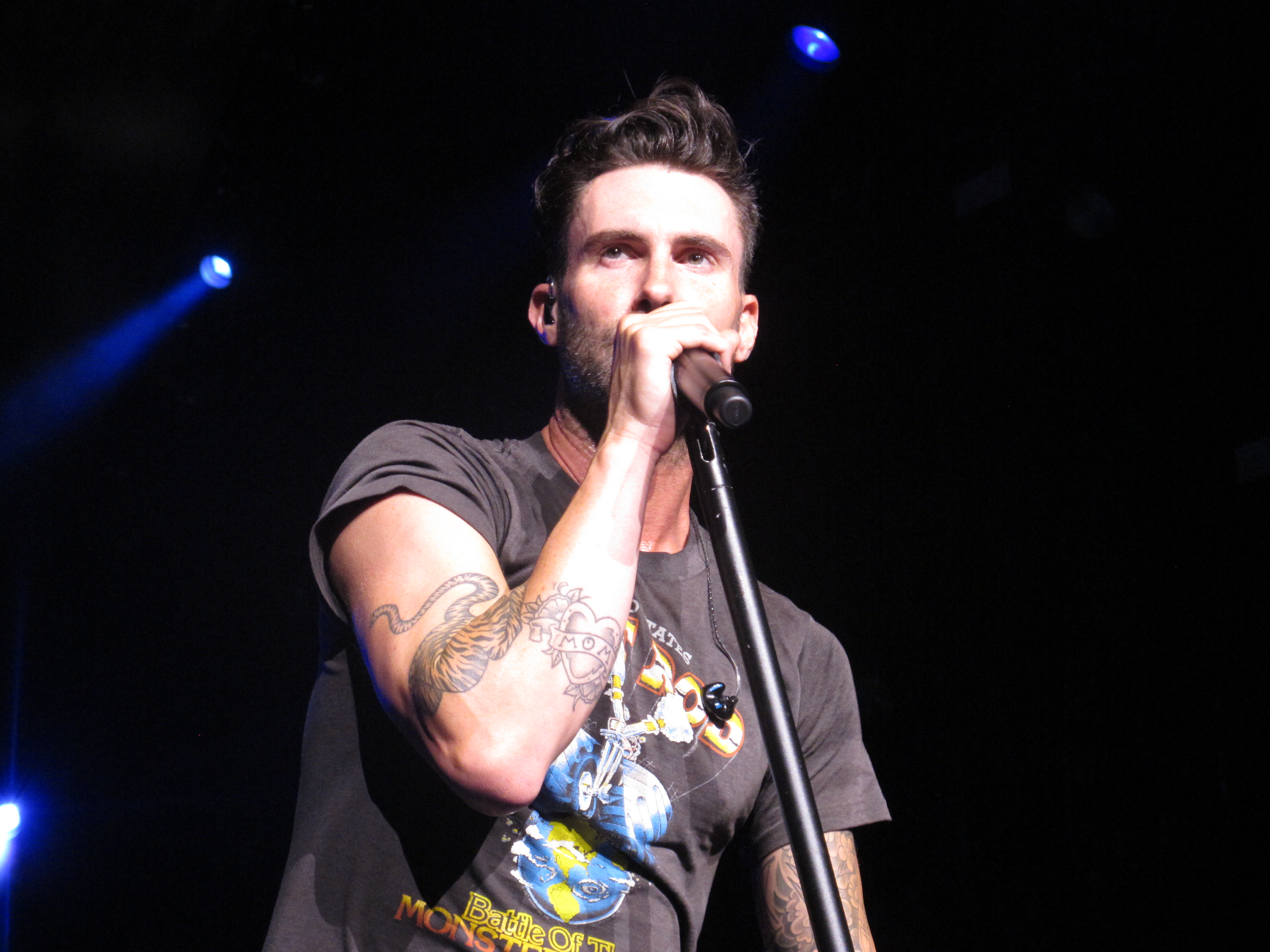
Adam Levine escribía canciones sobre su novia Jane Herman.

### Inicios
Nacido y criado en Los Ángeles (California), vivió con sus padres Frederick Levine y Patsy Noah. Tiene un hermano, Michael, una hermanastra, Julia, y dos medios hermanos, Samuel y Liza. Su padre y su madrastra tienen dos tiendas de moda masculina. Debido a esto, Levine afirma que ha ido un paso por delante en la moda.
En 2009 Ryan Seacrest, de American Idol, asistió a la inauguración de M. Fredric MAN, la segunda tienda de sus padres, en Studio City. es de ascendencia judía por lado paterno.
Levine asistió al campamento de verano French Woods Festival of the Performing Arts Camp (Hancock, NY) donde conoció a Jesse Carmichael, Mickey Madden y Ryan Dusick, y formó la banda Kara's Flowers. En su primer día en la escuela Brentwood, Levine se reunió con el tercer miembro de Maroon 5, Mickey Madden. Levine describe a Mickey como una "enciclopedia musical". Se piensa que la influencia de Levine ha desempeñado un papel importante en la adquisición del primer bajo de Madden poco después.
Adam Levine se hizo amigo de Jesse Carmichael, que tocaba el clarinete en el Regis High School Orchestra, mientras tocaba en el French Woods Festival of the Performing Arts. En su primera presentación juntos, Levine, Carmichael y Madden tocaron solo canciones de sus bandas favoritas como Pearl Jam y Alice in Chains.
Como el trío progresó a través de la escuela secundaria, el baterista se alejó de la banda. Fue sustituido por Amy Wood, una amiga de uno de los miembros actuales. Ella pronto salió de la banda y de nuevo el grupo quedó sin baterista, dejando la oportunidad para que Adam se contactara con Ryan Dusick, con quien completaron la banda.

### Kara's Flowers
En 1997, la banda lanzó un álbum titulado The Fourth World de este álbum sacaron su primer vídeo para la canción "Soap Disco". El álbum nunca tuvo mucho éxito. Decepcionados con los resultados de su álbum, los integrantes de la banda terminaron tomando caminos separados.
Levine y Carmichael se fueron de California para estudiar en Five Towns College, una pequeña escuela liberal de artes en Dix Hills, Long Island, Nueva York donde tan solo estuvieron durante un semestre. Esta fue la primera vez que los dos originarios de Los Ángeles estuvieron expuestos a una escena musical completamente diferente, un despertar cultural para los dos jóvenes hombres.
Después de abandonar Five Towns College en 2001, Adam se reunió con Jesse, Mickey y Ryan para reagrupar la banda, pero esta vez se sumó el exguitarrista de Square James Valentine. La banda cambio de nombre a Maroon 5. Adam y sus amigos comenzaron a recopilar todos sus estilos musicales para crear su música.

### Maroon 5
Mientras Levine trabajaba como ayudante de guionista en la serie de televisión Judging Amy, pasó el tiempo escribiendo letras de canciones sobre su novia, Jane Herman. Esas letras se convirtieron en el álbum "Songs About Jane" el cual catapultó a Maroon 5 a la fama mundial en 2003. Su primer sencillo "Harder to breathe" se mantuvo entre los primeros lugares, sin embargo el segundo sencillo "This Love", fue el que los llevó hasta los primeros puestos.
La voz de Levine ha sido varias veces descrita como una voz única en el ambiente musical; su voz corresponde a la de un contratenor lo cual es algo difícil de ver. El cantante ha demostrado ser muy fuerte en los agudos, pudiendo emplear el falsete, la voz de cabeza y la voz de pecho con gran facilidad.
La exnovia de Levine, Jane, es la musa tras el nombre del álbum debut de la banda, Songs About Jane. En una entrevista en 2004, afirmó que nunca habían contactado con ella a pesar del éxito del álbum.

## Otros proyectos

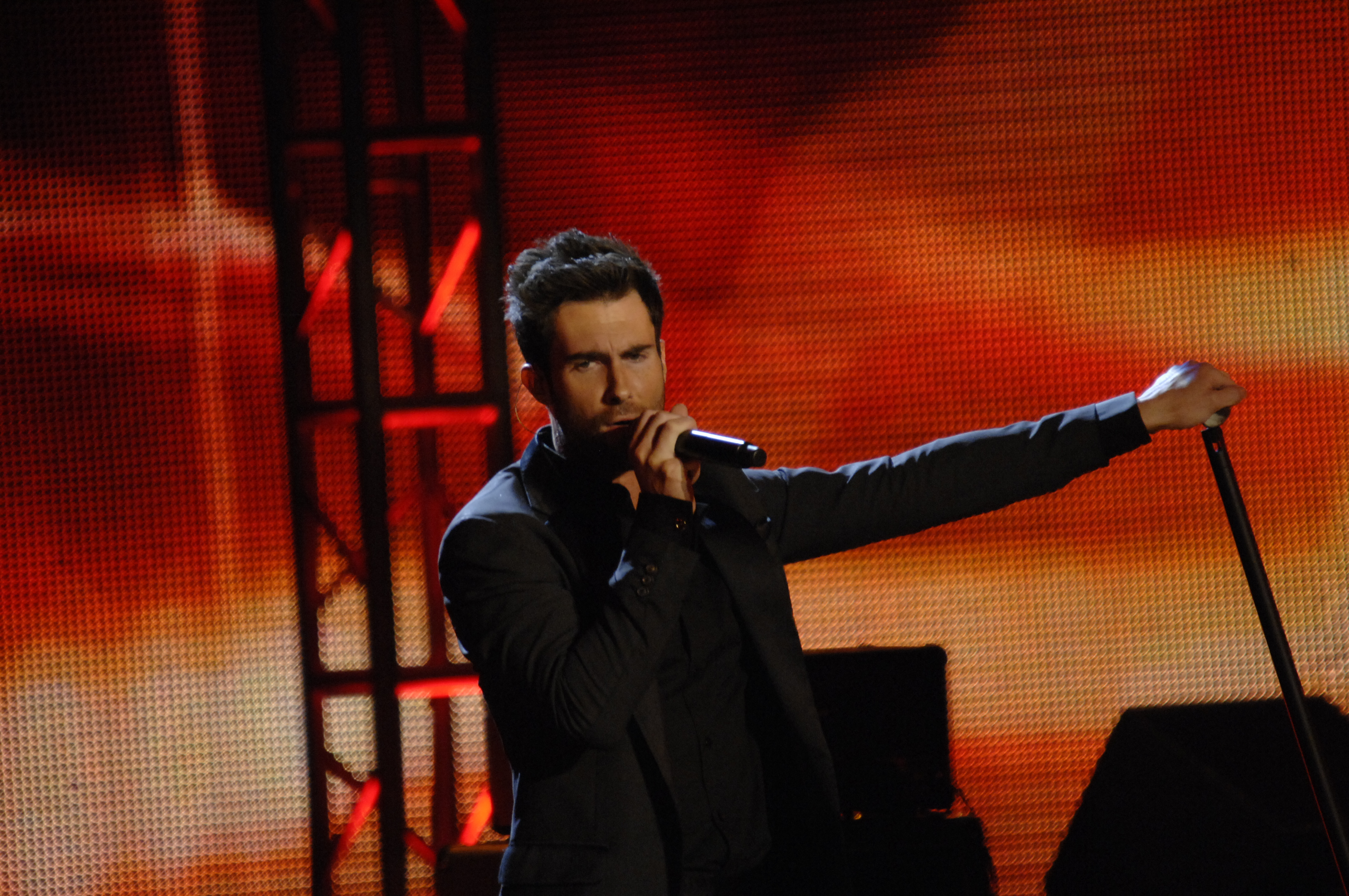
Adam Levine cantando "This Love" en la Investidura presidencial de Barack Obama en 2009.

Levine también se desempeña como solista y ha colaborado con varios artistas de la escena musical. En 2005, interpretó junto a Ying Yang Twins la canción "Live Again" y más tarde junto a Kanye West, interpretó el sencillo "Heard 'Em Say" del álbum Late Registration. También acompañó a Alicia Keys en el tema "Wild Horses" en el Alicia Keys: MTV Unplugged. El año siguiente, coescribió el tema "Say It Again" de Natasha Bedingfield para el álbum N.B., en el que también hizo las voces secundarias de la canción.
En 2009, interpretó la canción "Bang Bang" junto a K'naan, para el álbum del cantante de hip hop titulado Troubadour.
Levine ha tenido varias apariciones cómicas notables en televisión. Durante 2007, apareció en la temporada 33 de Saturday Night Live, en la premier de SNL Digital Short llamada Iran So Far con Andy Samberg, Fred Armisen y Jake Gyllenhaal. Levine se interpretó a él mismo haciendo un bridge para la "love song" de Mahmoud Ahmadinejad. En 2008, apareció en la comedia central "Night Of Too Many Stars". También realizó un cameo en Jimmy Kimmel Live para la noche de estrellas en la que se respaldaba a Barack Obama en las elecciones presidenciales en 2008.
En 2009, Adam Levine participó junto a otras estrellas en la grabación de Slash, el primer álbum en solitario de su amigo Slash que salió en abril de 2010. Además interpretó la canción "Gotten" que fue puesta en línea por amazon.com el 29 de marzo de 2010..
El 12 de agosto de 2011 Adam Levine contribuyó en un sencillo del grupo Gym Class Heroes titulado «Stereo Hearts», perteneciente al álbum The Papercut Chronicles II.
En 2012 se incorporó al reparto de la segunda temporada de American Horror Story, llamada American Horror Story: Asylum, interpretando al personaje de Leo Morrison en 4 de los capítulos de la temporada.
En 2014, Adam grabó la película Begin Again junto a Keira Knightley, Mark Ruffalo y Cee Lo Green.

## Vida personal

### Relaciones
A principios de 2010 Levine comenzó una relación con Anne Vyalitsyna pero se separaron dos años más tarde, en abril de 2012.
En mayo de 2012 comenzó una relación con la modelo Behati Prinsloo. El 19 de julio de 2014 la pareja contrajo matrimonio en Los Cabos, BS, México.
A principios de enero de 2016 se dio a conocer que la pareja estaba esperando su primer hijo. El 21 de septiembre de 2016 nació su primera hija, Dusty Rose. En septiembre de 2017 se hizo público via Instagram la espera de su segundo hijo. El 15 de febrero de 2018 nació su segunda hija, Gio Grace. En septiembre de 2022 se hizo público que la pareja esperaba su tercer hijo. El 28 de enero del 2023 tuvieron su tercer hijo, un varón.

### Recepción
En noviembre de 2013 Levine fue nombrado como uno de los hombres más sexys del mundo por la revista People, quedando en el puesto n.º 1 de 25.

### Polémica por supuestos mensajes
El 20 de septiembre de 2022, se dio a conocer al público sobre supuestos mensajes de carácter sexual, el cual han puesto en vilo el matrimonio de Levine con su esposa Behati Prinsloo, el cual muchas mujeres, entre ellas una profesora de yoga habría comenzado con los planes de demanda contra el cantante norteamericano.

## Polémicas

### Festival de Viña del Mar
Durante la edición LXI del Festival Internacional de Viña del Mar, Adam Levine se presentó junto a Maroon 5 con una hora de retraso  , haciendo una presentación deslucida y desganada que generó incomodidad entre los asistentes  que vieron cómo el artista se retiró sin aceptar ni recibir los premios tradicionales que se entrega a los artistas, la Gaviota de Plata y Oro.  Posterior a esta presentación insultó al público y al Festival, refiriéndose en términos groseros tanto a la ciudad, como al público y al show televisivo .  Posteriormente se supo que la banda había tenido problemas con la producción del canal desde mucho antes del show en el Festival, negándose a hacer la prueba de sonido
En respuesta a la actitud de Adam Levine, el público chileno ha mantenido como costumbre postear, tanto en Tik Tok como en Instagram, mensajes de molestia y recetas de comida chilena, al punto que el artista ha tenido que cerrar las interacciones tanto personales como del grupo en redes sociales..

## Discografía

### Sencillos
| "Heard 'Em Say" (Kanye West con Adam Levine)                                                     | 2005 | 26 | 27 | 19 | 95 | 23 | 67 | 15 | 22  | - RIAA: Oro                                                             | Late Registration            |
| "Say It Again" (Natasha Bedingfield con Adam Levine)                                             | 2007 | —  | —  | —  | —  | —  | —  | —  | —   |                                                                         | N.B. y Pocketful of Sunshine |
| "Bang Bang" (K'naan con Adam Levine)                                                             | 2008 | —  | 45 | 71 | —  | —  | —  | —  | 105 |                                                                         | Troubadour                   |
| "Stereo Hearts" (Gym Class Heroes con Adam Levine)                                               | 2011 | 4  | 4  | 7  | —  | 4  | 8  | 3  | 3   | - RIAA: 3× Platino - ARIA: 3× Platino - MC: 2× Platino - RIANZ: Platino | The Papercut Chronicles II   |
| "Man in the Mirror" (con Javier Colon)                                                           | 2011 | 45 | —  | 66 | —  | —  | —  | —  | —   |                                                                         | —                            |
| "Yesterday" (con Tony Lucca)                                                                     | 2012 | 22 | —  | 64 | —  | —  | —  | —  | —   |                                                                         | —                            |
| "My Life" (50 Cent featuring Eminem and Adam Levine)                                             | 2012 | 27 | 33 | 14 | 52 | 6  | 89 | 33 | 2   | - ARIA: Platino                                                         | Street King Immortal         |
| "YOLO" (The Lonely Island con Adam Levine y Kendrick Lamar)                                      | 2013 | 60 | 31 | 26 | —  | —  | —  | 26 | 77  |                                                                         | The Wack Album               |
| "—" indica que lanzamiento del sencillo no aparece en el chart o no se recibió su certificación. |      |    |    |    |    |    |    |    |     |                                                                         |                              |

### Como artista invitado
| Título        | Año  | Álbum                      | Artista(s)      |
| ------------- | ---- | -------------------------- | --------------- |
| "Live Again"  | 2005 | U.nited S.tate of A.tlanta | Ying Yang Twins |
| "Wild Horses" | 2005 | Unplugged                  | Alicia Keys     |
| "Gotten"      | 2010 | Slash                      | Slash           |
| "Stand Up"    | 2011 | Come Through for You       | Javier Colon    |
| "Heavy"       | 2013 | New Orleans                | PJ Morton       |
| "Locked Away" | 2015 | What Dreams Are Made Of    | R. City         |
| "Ojalá"       | 2022 | —                          | Maluma          |

## Filmografía
| Año       | Título                        | Rol                                           | Notas |
| --------- | ----------------------------- | --------------------------------------------- | --- |
| 1997      | Beverly Hills, 90210          | Invitado musical                              | Serie de televisión (Episodio: "Forgive and Forget")                                                              |
| 2008      | CSI: Nueva York               | Él mismo (Invitado musical, junto a Maroon 5) | Serie de televisión (Episodio: Lectura letal (Page Turner))                                                       |
| 2009      | 30 Rock                       | Él mismo (Estrella invitada)                  | Serie de televisión (Episodio: "Kidney Now")                                                                      |
| 2011–2019 | The Voice                     | Él mismo (jurado)                             | Nominado-Teen Choice Award for Choice TV: Personality Nominado-People's Choice Award for Favorite Celebrity Judge |
| 2012–2013 | American Horror Story: Asylum | Leo Morrison                                  | Serie de televisión (4 episodios)                                                                                 |
| 2011      | Saturday Night Live           | Invitado musical, cameo                       | Serie de televisión (Episodios: "Charlie Day/Maroon 5")                                                           |
| 2012      | Saturday Night Live           | Invitado musical, cameo                       | Serie de televisión (Episodio: "Jeremy Renner/Maroon 5")                                                          |
| 2013      | Saturday Night Live           | Presentador                                   | Serie de televisión (Episode: "Adam Levine/Kendrick Lamar")                                                       |
| 2013      | Begin Again                   | Dave Kohl                                     | Película, anteriormente conocida como Can a Song Save Your Life?                                                  |
| 2013      | Family Guy                    | Él mismo                                      | Serie de televisión (Episodio: "Quagmire's Quagmire")                                                             |
| 2017      | Fun Mom Dinner                | Luke                                          | Película |
| 2017      | The Clapper                   | Beef Ranter                                   | Película |